# 이페 청동 두상

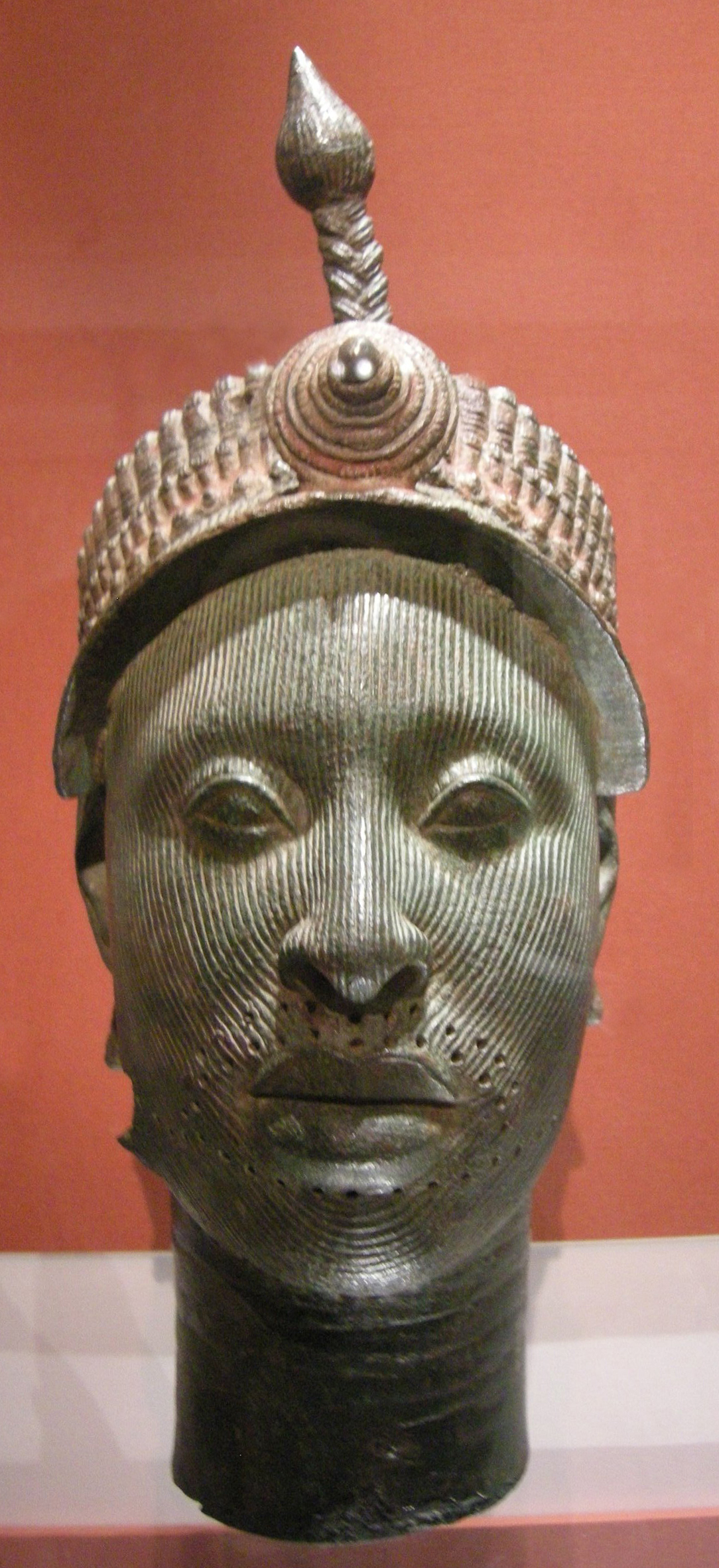
이페 청동 두상

이페 청동 두상(Bronze Head from Ife)는 1938년 나이지리아 이페에서 발굴된 18개 청동 조각품들 중 하나이다. 이는 왕을 표현한 것으로 추정된다. 14~15세기 사이 만들어진 것으로 추정된다. 두상의 상당히 현실적이고 정교한 모습은 서양의 아프리카 예술에 대한 인식을 바꿔놓았다. 이페 청동 두상의 자연적인 특징은 아프리카에서 찾아보기 힘들고, 현재 아프리카 예술과 문화에서 높은 평가를 받는다. 이페 두상들의 형식적인 유사성은 대부분의 동상들이 한 사람이 만들었거나 개인 공방에서 만들어졌다는 것을 의미한다. 이페 청동 두상이 발견된 후, 대영박물관으로 이동되었다.